# Каменные Ключи (Пермский край)
Каменные Ключи — деревня в Чернушинском районе Пермского края. Входит в состав Бедряжинского сельского поселения.
Находится примерно в 11 км к западу от центра города Чернушки.

## Население
В 2005 году численность населения составляла 238 человек.
По результатам переписи 2010 года численность населения составила 164 человека, в том числе 84 мужчины и 80 женщин.